# Palais Abatellis
Le palais Abatellis, également connu sous le nom de palais Patella, est situé en Sicile, à Palerme. Il se trouve dans la via Alloro, artère principale du quartier de la Kalsa, à proximité du port.
Construit à la fin du XVe siècle, le palais abrite aujourd'hui la Galleria Regionale della Sicilia dont l'aménagement muséal est confié, en 1953-54, à l'architecte et designer Carlo Scarpa.

## Histoire
Après avoir servi dans l'armée en Espagne pour le compte du roi Ferdinand le Catholique, le noble sicilien Francesco Abatellis, nommé Mastro Portulano de la ville de Palerme, fait édifier un palais dans le quartier de Kalsa, à proximité du port de la Cala, inspiré de l'architecture ibérique. Il confie la construction à Matteo Carnilivari, l'un des principaux architectes des palais palermitains de cette période.
Le bâtiment principal est construit entre 1490 et 1495, en pierres taillées, avec des fenêtres et des portails sculptés, orné des armoiries portant le griffon des Abatellis et le soleil de la famille de son épouse, la Barcelonaise Eleonora Soler.
Sans descendants, la famille Abatellis s'éteint et le palais est transformé en monastère dominicain auquel est adjoint en 1535 une église.
Endommagé lors de la Seconde Guerre mondiale, il est restauré pour abriter à partir de 1954 la Galerie régionale de Sicile dont Carlo Scarpa mène l'aménagement.

## La Galerie régionale de Sicile
La Galerie contient plusieurs œuvres célèbres, parmi lesquelles La Vierge de l'Annonciation et d'autres tableaux d'Antonello de Messine, la fresque du Triomphe de la mort, œuvre anonyme du début du XVe siècle qui inspira à Gabriele D'Annunzio un roman du même nom, le Triptyque Malvagna de Jan Gossaert, la Déposition de Jan Provost, ou encore diverses sculptures d'Antonello Gagini.

## Promotion
En 2012, dans le but de promouvoir le merchandising culturel de plusieurs musées italiens avec des projets en papier recyclé, il est créé un luminaire pour la Galerie régionale de Sicile. Conçu par le bureau de design Cut&Paste, cet abat-jour à la forme d'un coquillage est composé par l'enroulement de bandes de papier découpé selon des motifs décoratifs d'origine arabe présents dans le palais.

## Photothèque

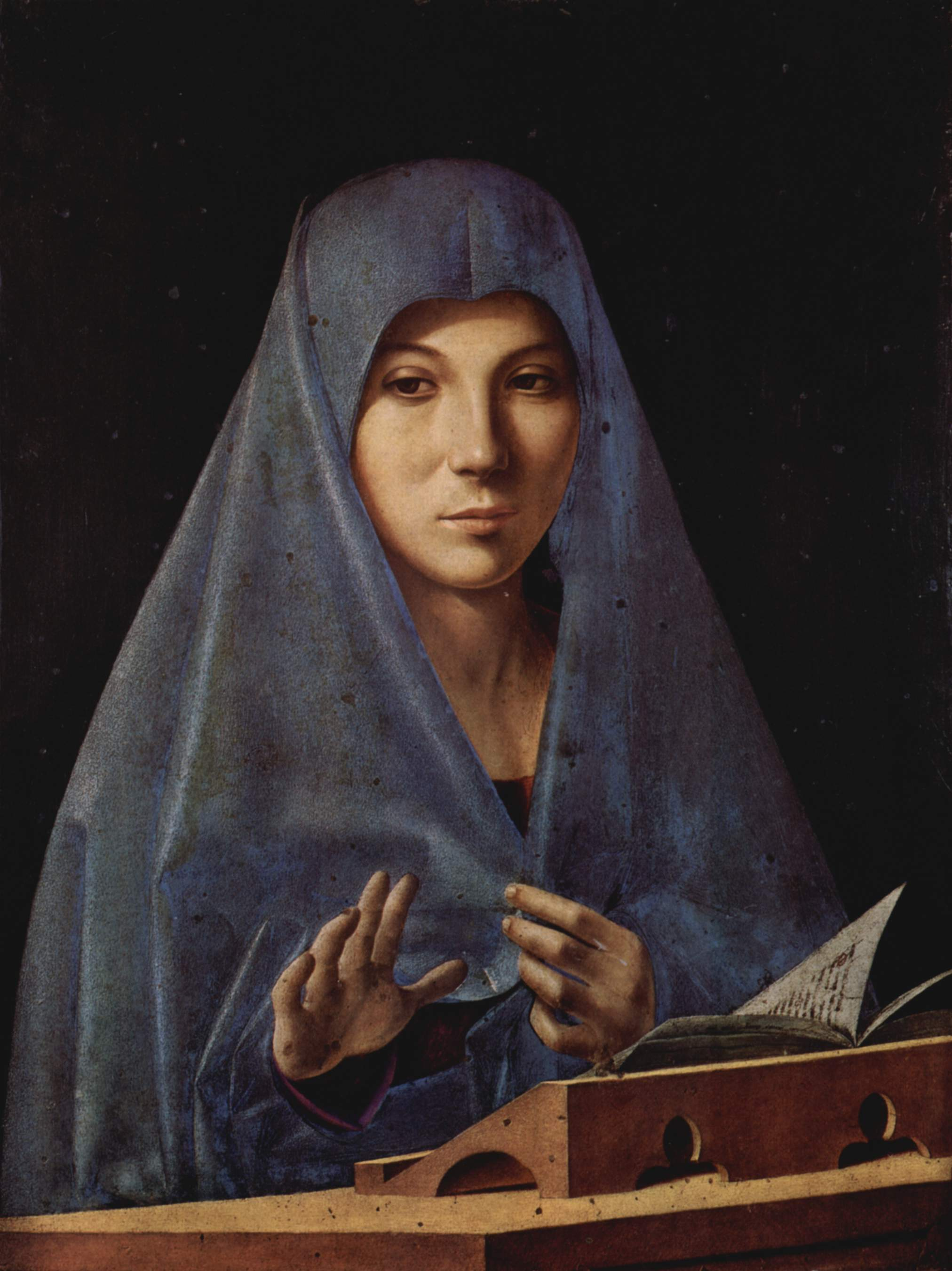
Antonello de Messine : La Vierge de l'Annonciation.
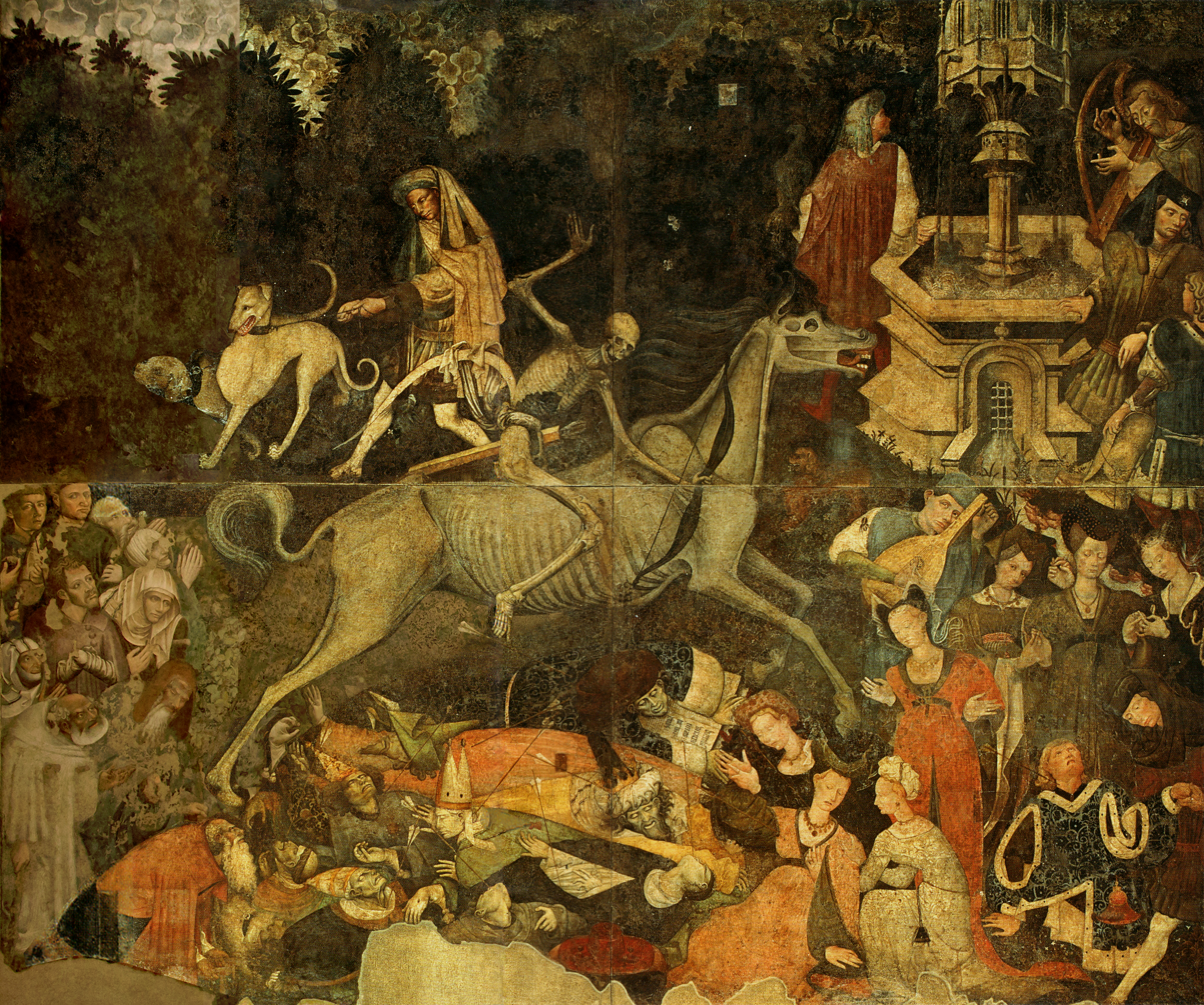
Triomphe de la mort, 600 × 642 cm.
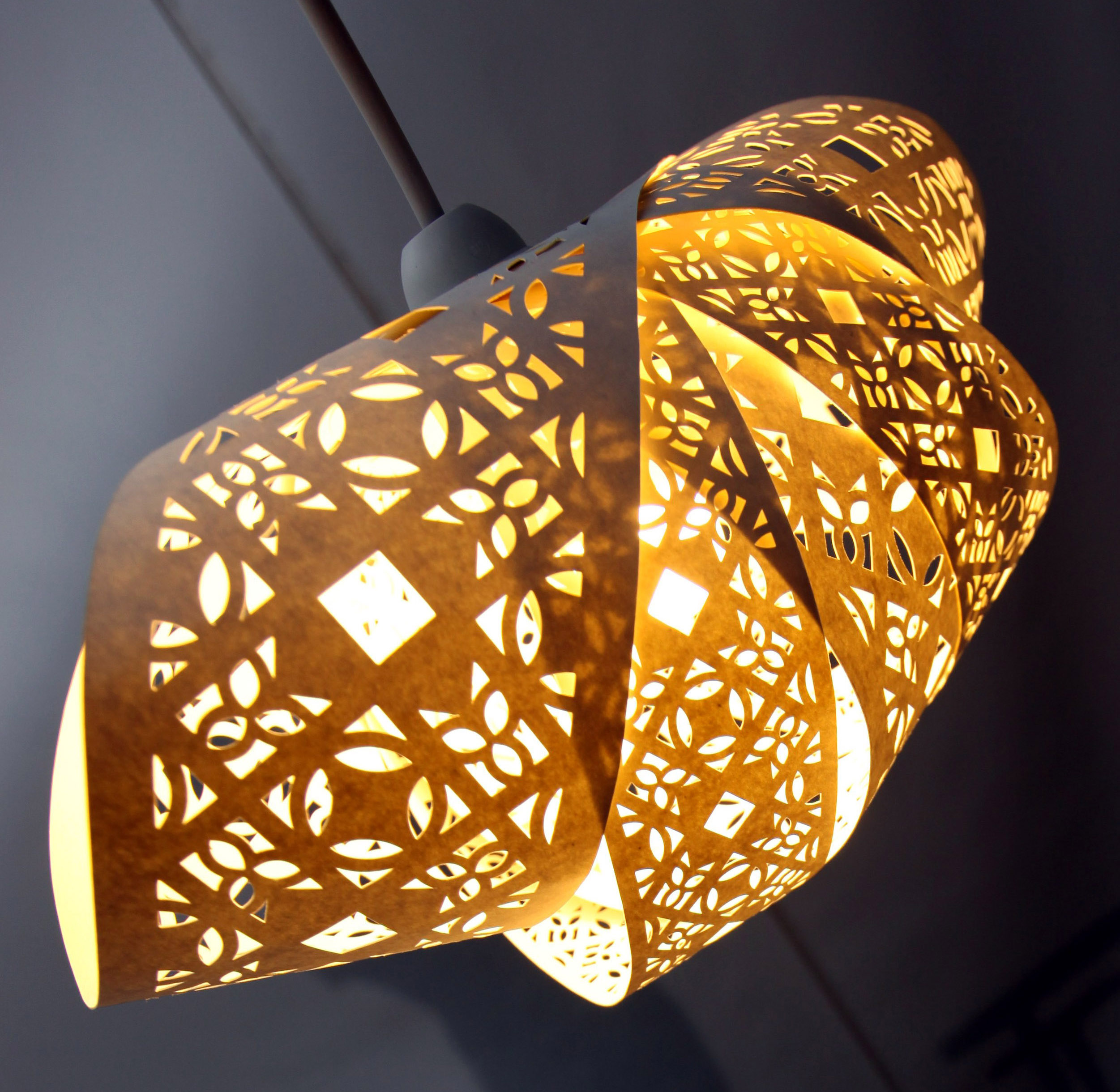
Prototype de l'abat-jour présenté lors de l'exposition Musei dei Carta[1](Milan Design Week 2012).